# 西方里見
西方 里見（にしかた さとみ、1951年 - ）は、日本の建築家（一級建築士）。西方設計代表。
秋田県生まれ。日本における高断熱・高気密住宅の先駆け、第一人者として有名で「断熱の神様」と呼ばれる。

## 経歴
- 1951年 秋田県能代市生まれ
- 1970年 能代高校卒
- 1975年 室蘭工業大学建築工学科卒、青野環境設計研究所入所
- 1981年 西方設計工房を開所
- 1993年 改組し、有限会社西方設計を設立
- 2004年 設計チーム木（協）代表理事に就任

## 受賞歴
- 1985年 「家づくり８５」優秀賞（座長）建設省
- 1991年 「ハウジング大賞」大賞
- 1993年 「省エネ住宅賞」入賞（財）住宅建築省エネルギー機構
- 1996年 「オフィスインテリア」木高研　最優秀賞
- 1999年～1995年 「住宅コンクール」新住協 最優秀賞（３回）
- 2004年～1987年 「秋田の住宅コンクール」 最優秀賞（5回）優秀賞多数
- 2001年 「大地に還る家」優秀賞 （財）住宅産業研修財団
- 2002年 「秋田県優良木造施設等の表彰」、「住宅月間功労者表彰」国土交通大臣表彰
- 2004年 「銘木大賞」大賞、「魅力ある秋田スギ活用住宅」最優秀賞、「秋田の住宅コンクール」最優秀賞
- 2005年 「第19回秋田の住宅コンクール」優秀賞
- 2007年 「木の建築賞」優秀賞　2作品受賞（設計チーム木）
- 2008年 「サステナブル住宅賞」国土交通大臣賞、「東北建築賞」作品賞（設計チーム木）、「JIA環境建築賞」優秀賞（設計チーム木）
- 2016年 「エコハウス・アワード」エコハウス大賞

## 著書

### 単著
- 『「外断熱」が危ない!』エクスナレッジ、2002年
- 『プロとして恥をかかないためのゼロエネルギー住宅のつくり方』エクスナレッジ、2013年
- 『最高の断熱・エコ住宅をつくる方法　カラー改訂版』エクスナレッジ、2014年
- 『西方里見が選んだこの建材・設備がスゴい』エクスナレッジ、2015年
- 『ゼロエネルギー住宅のつくり方　最新版』エクスナレッジ、2023年

### 共著
- 松尾和也、西方里見、伊礼智、三澤文子、前真之『5人の先生が教える一生幸せなエコハウスのつくりかた』エクスナレッジ、2019年9月28日。ISBN 4767826349、ISBN 978-4767826349。

## 関連書籍
- 「建築知識」2013年3月号
  - 通巻700号記念企画において、「日本の住宅を変えた50人+α」に選ばれた。
- 『「奇跡」と呼ばれた日本の名作住宅50』エクスナレッジ、2014年
  - 次世代省エネ基準の先を見越した高性能住宅の実践として「臥龍山の家」（2008年）が「日本の名作住宅50」に選ばれた。
- 『「奇跡」と呼ばれた日本の名作住宅』エクスナレッジ、2021年
  - 「建築知識」2013年3月号 通巻700号記念企画「日本の住宅を変えた50人+α」、『「奇跡」と呼ばれた日本の名作住宅50 』（2014年）を加筆修正のうえ再編集したもの。